# کلوانق
کلوانق یکی از شهرهای استان آذربایجان شرقی ایران است. این شهر در بخش مرکزی شهرستان هریس قرار دارد.
کلوانق شهری است از شهرهای شهرستان هریس که بر اساس سرشماری سال ۱۳۸۵ به عنوان دومین شهر پرجمعیت شهرستان هریس، دارای ۵۴۰۰ نفر جمعیت می‌باشد؛ولی امروزه طبق جدیدترین امارجمعیت این شهر بالغ بر بیش از 
۹۰۰۰ نفر می باشد اکثر قریب به اتفاق مردمان این شهر به کشاورزی، آرماتوربندی، قالب بندی بتنی ساختمان و تعداد اندکی نیز به دامداری اشتغال دارند.
وسعت زمین‌های حاصلخیز این شهر در بین سایر شهرهای شهرستان هریس بی همتا و از لحاظ مرغوبیت خاک و مقدار آبهای زیرزمینی موقعیتی استثنایی را دارا می‌باشد.
تاریخچه : نام کلوانق هشت بار در کتاب وقف نامه ربع رشیدی نوشته رشید الدین فضل اله همدانی (قرن هفتم هجری) با نام کلوانق علیا و کلوانق سفلی (بخشایش) آمده است.در شماره ۱۷۸ صورت موقوفات ربع رشیدی  اینچنین به آن اشاره شده"قریه کلوانق علیا از دیه های ناحیه مهرانرود از نواحی تبریز ،حدود آن متصل است به اراضی قریه اشتلق و به اراضی قریه کجل- آباد و به اراضی قریه گرماوجان و به اراضی قریه زرنق،مشهور به زمینهای قاضیان و به اراضی قریه باروج و به موضع که مشهور است قبق تپه سی و سغن بلاق و به موضع سرخه کوه [و به] نهر کویرکی(؟) عادلخان[آرباطان] و به اراضی قریه کلوانق سفلی [بخشایش]و به موضع  که مشهور است به زمین سه گوشه محمد صالح و به موضع سرخه کوه مشهور و معروف است به سطان کانن (؟) و به نهر سرسکند[سقین سرا] رود و با باغ که این ضعیف درین قریه احداث نموده و با جوی کی از الانه رود بر گرفته اند با توابع و لواحق تماما" .کلوانق دارای یک قبرستان قدیمی  است که وجود سنگ‌های بزرگ که دارای خطوط عربی و اسلامی فراوانی است، نشان از قدمت بلند این شهر دارد.